# ジョセフ・ヘンリー
ジョセフ・ヘンリー（Joseph Henry、1797年12月17日 - 1878年5月13日）は、アメリカの物理学者。スミソニアン協会の初代会長として、米国の科学振興に尽くした。生前から高く評価されていた。イギリスのマイケル・ファラデーとほぼ同時期に電磁誘導（相互誘導）を発見したが、ファラデーの方が先に発表している。電磁石を研究する過程で自己誘導という電磁気の現象（コイルに逆起電力が生じること）を発見。電磁誘導（インダクタンス）のSI単位ヘンリーに、その名をとどめる。また継電器を発明し、サミュエル・モールスやチャールズ・ホイートストンが電信を発明する基礎を築いた。

## 生涯
1797年、スコットランド系の両親の間にニューヨーク州オールバニでうまれた。家庭は貧しく、幼くして父を亡くした。父の死後は祖母と共にニューヨーク州ギャルウェイに住み、ギャルウェイの小学校に通った。その学校は後に "Joseph Henry Elementary School" と改称している。小学校卒業後は雑貨店で働き、13歳のときに時計屋の見習いとして働き始めた。若いころは演劇が好きで、プロの俳優になることを夢見ていた。16歳の時、Popular Lectures on Experimental Philosophyという科学書によって、科学への興味に目覚める。1819年オールバニアカデミーに入学し、無料で授業を受けた。授業料は無料でも生きていくために稼ぐ必要があり、家庭教師などをしてしのいだ。医学を志したが、1824年にハドソン川とエリー湖を結ぶべく建設中の州道の測量の技師見習いに任命された。その後は土木工学または機械工学を仕事とするようになった。

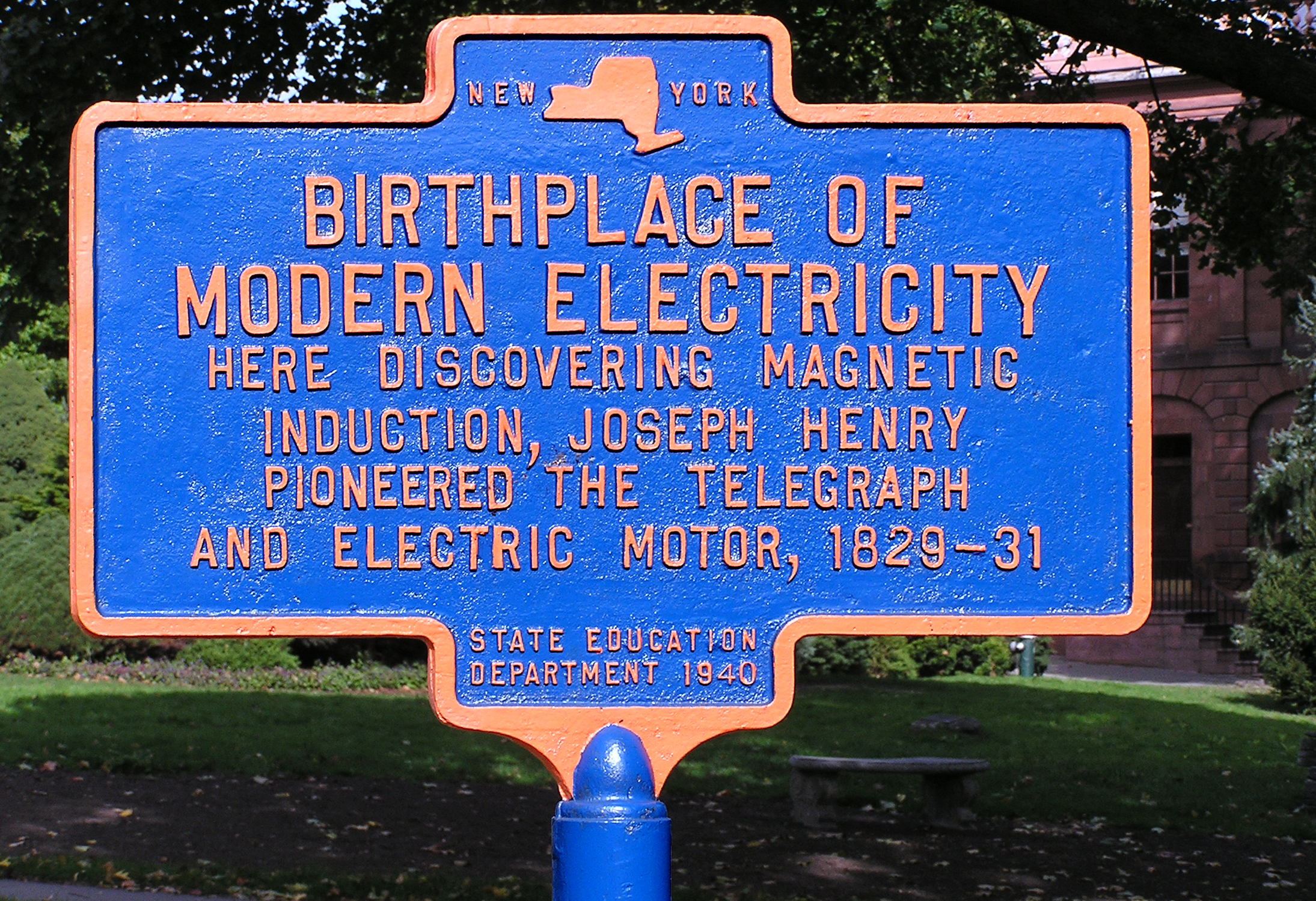
オールバニのアカデミー・パークにあるマーカー。ヘンリーがここで電気の研究をしていた。

ヘンリーはオールバニアカデミーの教授たちが科学を教えるのを助けるほど優れた才能を示したため、1826年、同アカデミーの校長が彼を数学と自然哲学の教授に任命した。教授となったヘンリーはいくつかの重要な研究を行った。ヘンリーは地磁気への興味から磁気一般についての実験を行うようになった。ウィリアム・スタージャンの電磁石を改良するため、1829年、絹によって絶縁した銅線を鉄芯に巻きつけることで、強力な電磁石をつくった。これは導線の周囲を絶縁してより密に巻線を作れるようにしたものである。絶縁体として用いた絹は、妻のスカートを裂いて作ったとされる。ヘンリーはその技法を使って1831年には巻数400回の電磁石をイェール大学のために製作した。その電磁石で、338kgの物体を持ち上げることに成功。更に同年、1トンの物体を持ち上げることまで成功した。彼はまた、1つの電池に2つの電極でつなぐ電磁石の場合、並列にいくつかの巻線を接続した方が強力になることを発見した。しかし、複数の電池を使う場合には1つの長い巻線の方がよいことも発見した。後者は電信の実現に一役買った。

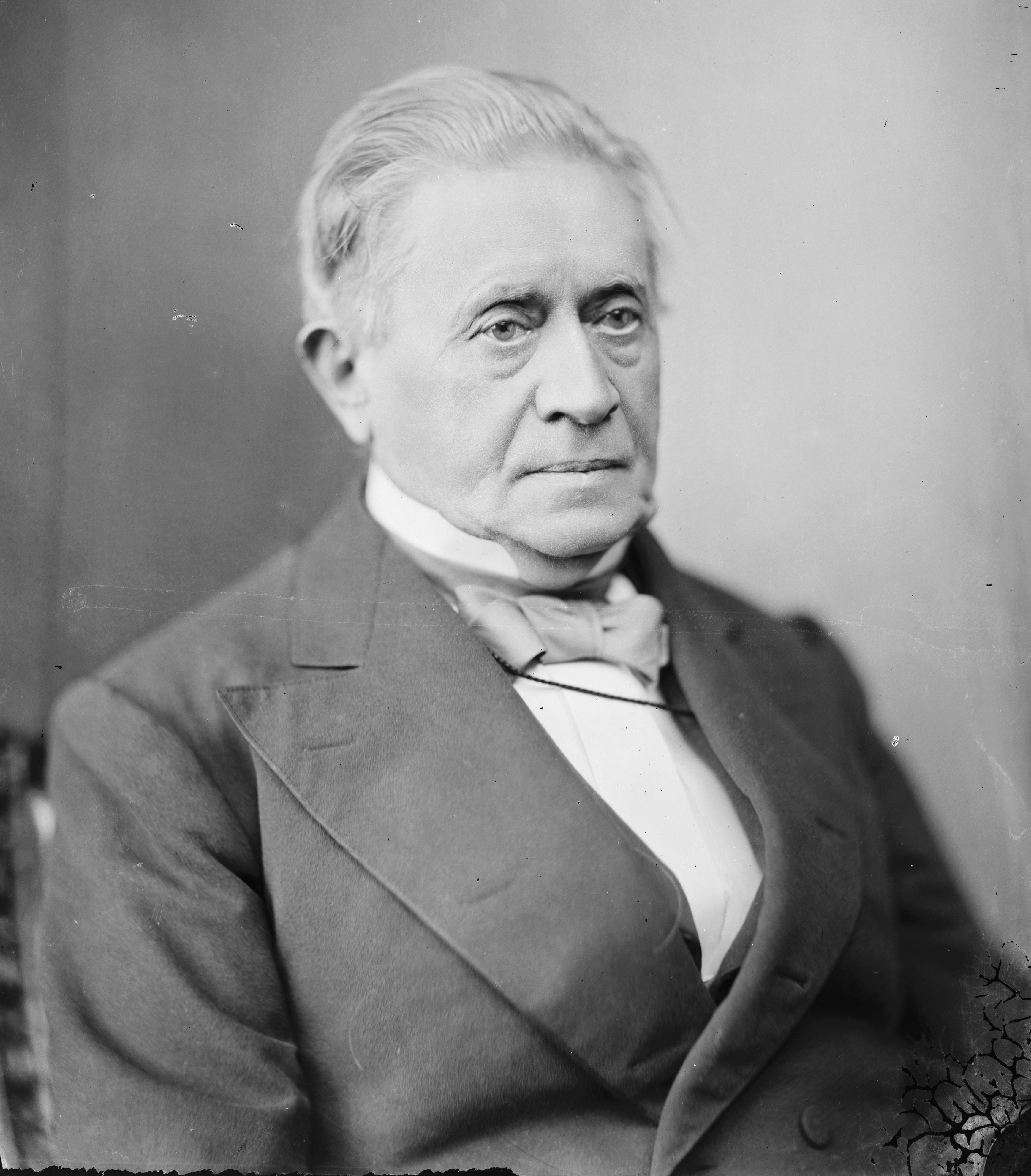

1830年、マイケル・ファラデーより先に電磁誘導を発見したが、発表が遅れたため、発見の功はファラデーに譲ることとなった（1831年）。1831年には電磁気を動力源として動く世界初の機械を作った。電動機の元となったものである。ただし回転運動ではなく、棒の先の電磁石が前後に振動する形だった。これは棒が振れたときに2つの電池の一方と接触して電磁石の極性が逆転し、反対方向へ動く力が生じる仕組みだった。この実験からヘンリーは1832年に自己誘導を発見した。
ヘンリーは多くの発明をしたが、一切特許化はせず、これらの成果をもとに他の人間が製品化することを大いに援助した。1835年にヘンリーが発明した継電器(リレー)は電信機の発明（1837年）の基礎となった。このサミュエル・モールスによる発明に対し、ヘンリーは多くの支援を行った。
1842年、ライデン瓶の放電による電磁振動を発見。
1845年から47年にかけて、天文学者スティーブン・アレクサンダーと共に太陽黒点の観察を行い、サーモパイルを使って黒点が周囲より温度が低いことを明らかにした。この成果は天文学者アンジェロ・セッキがさらに発展させたが、ヘンリーの関与が正当に評価されたかについてはやや疑問がある。

### 航空学への影響
ヘンリーはニューハンプシャー出身で気球で有名だったタデウス・ローと知り合うようになった。ローは空気より軽い気体に興味を持ち、それを気球に使って気象観測を行った人物である。ローはガス気球で大西洋を横断するという野望を抱いていた。ヘンリーはこれに大変興味をひかれ、ローを支援するようになった。
1860年6月、シティ・オブ・ニューヨーク号（後にグレート・ウェスタン号と改名）という巨大気球のフィラデルフィアからニューヨーク州メドフォードまでの試験飛行に成功した。同年秋には大西洋横断に2度失敗し、次回は1861年の晩春を待つ必要があった。そこでヘンリーはもっと西の方から東海岸まで飛行し、投資家の興味をつなぐことを提案した。
1861年3月、ローはオハイオ州シンシナティにやや小さい気球を運びこんだ。そして4月19日に飛行を行ったところ、アメリカ連合国（南部）に侵入してしまった。南北戦争が勃発したことでローの大西洋横断の試みは断念され、ヘンリーの勧めもあってワシントンD.C.に行き、合衆国政府に対して気球を戦争に利用することを提案することになった。ヘンリーは陸軍長官サイモン・キャメロンにローとその気球を推薦する手紙を書いた。
ヘンリーの推薦もあって、ローは北軍気球司令部を結成することになり、2年間北軍に協力した。

### 気象学への貢献
1846年にワシントン特別区にスミソニアン協会（Smithsonian Institution）が設立された。そして、このスミソニアン協会の最初の理事長の人選が行われ、ファラデーらの推挙によりジョセフ・ヘンリーが理事長に選ばれた。ヘンリーは、通信の発展に大きく貢献した電磁気学の権威だった。しかしヘンリーは若い頃、ニューヨーク州立大学で気象観測のデータを気候データとしてまとめる仕事をした経験があった。このため彼は自らの研究分野である電報システムの気象分野への利用、つまり気象監視の可能性に気づいていた。
ヘンリーはスミソニアン協会の理事長になると、スミソニアン気象プロジェクトとして2種類の観測プロジェクトを立ち上げた。一つは、各地に有志を募って気象観測網を構築し、その観測結果をスミソニアン協会本部へ毎月報告するものだった。スミソニアン協会はそのためにスケールの基準をそろえた気圧計、温度計などを提供し、標準の観測手順や記録様式を規定した。彼らは「スミソニアン オブザーバー」と呼ばれた。当時アメリカは西へ西へと領土を拡大させていた。しかし新たな領土を利用するためには、気候を含めた自然地誌の資料の整備が不可欠だった。スミソニアン協会によるプロジェクトの気象観測網は、植物や動物などの自然地誌的な情報の収集にも貢献した。
もう一つのプロジェクトは、電報網と各電報局の操作手を使った即時的な気象情報の収集だった。電報局の操作手たちは、毎朝通信の開始の試験時に自発的に互いの天候や風などの情報を交換していた。天候の報告地点は、1年以内に150地点、10年以内に500地点に上った。スミソニアン協会は、1949年から操作手たちからの気象情報を本部に集めて、1856年からはスミソニアン協会本部のロビーアメリカの大きな地図に各地の気象状況毎日展示した。さらにヘンリーは気象学者ジェームズ・エスピーの協力を得て、1857年5月7日にアメリカ東部沿岸各地の天候状況と予報を新聞に初めて発表した。
しかし、彼の革新的な試みは、1861年から始まった南北戦争と1865年にスミソニアン協会本部を襲った火災で終わった。この火災で協会本部は貴重な資料や記録、気象測定器類を失った。なおアメリカでは国家による気象事業として、1870年から陸軍信号部によって組織的な気象観測が開始された。
ヘンリーは、気象の監視や天気予報のために国家規模の気象の観測・監視事業を世界で初めて構築し、社会的な基盤が不安定だったこの事業の保護と発展に尽力した。それによって、彼は近代的な気象予報の確立に大きな影響を与えた。

### 晩年
晩年は、米国の科学振興に尽くした。高名な科学者でスミソニアン協会会長だったため、ヘンリーの許には多くの科学者や発明家が助言を求めて集まってきた。ヘンリーは辛抱強く、親切で、自制心が強く、穏やかでユーモラスな人柄だった。例えばアレクサンダー・グラハム・ベルは1875年3月1日に紹介状を持ってヘンリーを訪れている。ヘンリーがベルの実験装置に興味を持ったので、ベルは翌日それを持って再び訪れた。デモンストレーション後、ベルはまだ試していない音声を電気信号化して伝送する技法を口頭で説明した。ヘンリーはベルが「偉大な発明の萌芽」を持っていると確信し、発明を完成させるまで公表しないほうがいいと助言した。ベルがそのための知識が自分には足りないのだと言うと、ヘンリーは断固として「では、それを獲得しないさい」と応えたという。
1876年6月15日、ベルはフィラデルフィアの博覧会で電話の公開実験を行った。この博覧会には電気関係の展示の審判員としてヘンリーも参加していた。1877年1月13日、ベルはスミソニアン協会でヘンリーらの前で電話の実演を行った。その夜、ヘンリーの招請でベルは Washington Philosophical Society でも実演を行っている。ヘンリーはベルの発明の驚異的価値に惜しみない賞賛を送った。
1878年5月13日、ワシントンD.C.にて死去。電磁気学における彼の業績を記念して、1893年電磁誘導係数（インダクタンス）の単位はヘンリーと名づけられた。

## 後世の評価
ヘンリーは1852年から亡くなるまで、灯台委員会の委員を務めた。1871年には同委員会の委員長となっている。同委員会の委員長を軍人以外が務めたのはヘンリーだけである。アメリカ沿岸警備隊は灯台や霧の中での音響信号に関するヘンリーの業績を称え、カッターにヘンリーの名をつけた。Joe Henry と呼ばれたこのカッターは1880年から1904年まで使われた。
没して5年後の1883年（前年に金星の太陽面通過があった）に、ジョン・フィリップ・スーザは彼を記念して行進曲『金星の日面通過』を発表している。
1915年、ヘンリーはブロンクス区にある偉大な米国人の殿堂に入れられた。
プリンストン大学には、ヘンリーに因んだ Joseph Henry Laboratories や Joseph Henry House がある。

## 経歴

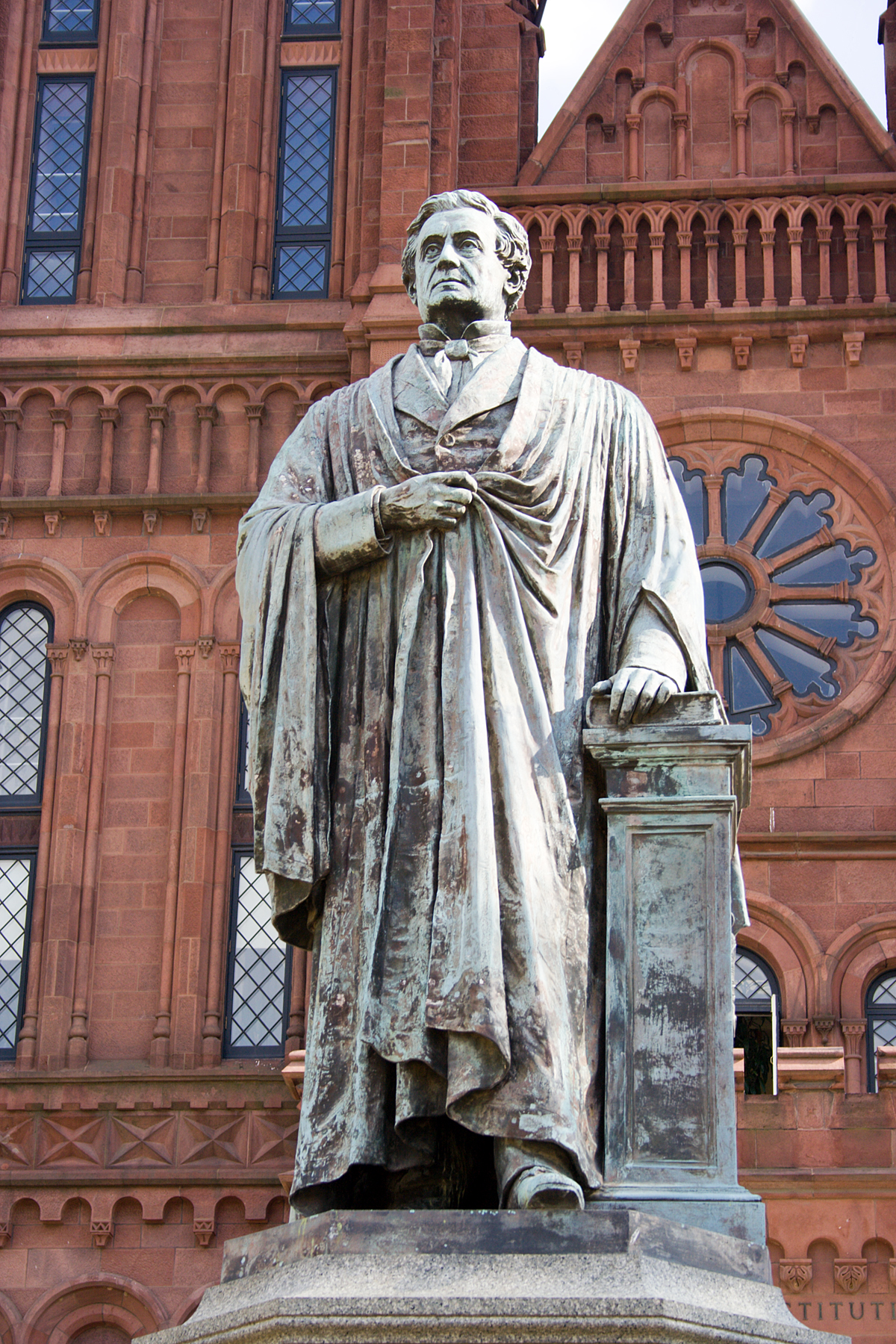
スミソニアン博物館の外にあるヘンリーの像

- 1826年 – ニューヨーク、オールバニアカデミーの数学と自然哲学の教授
- 1832年 – プリンストン大学自然哲学教授
- 1835年 – 電気機械式継電器を発明
- 1846年 – スミソニアン協会初代会長（1878年まで）
- 1848年 – スミソニアン協会初の出版物として、Ephraim G. Squier と Edwin H. Davis の Ancient Monuments of the Mississippi Valley を編集
- 1852年 – 灯台委員会委員
- 1868年 - 全米科学アカデミー第2代総裁（1878年まで）
- 1870年 - アメリカ国立気象局創設に尽力
- 1871年 – 灯台委員会委員長